# Bolbelasmus krikkeni
Bolbelasmus krikkeni är en skalbaggsart som beskrevs av Nikolajev 1979. Bolbelasmus krikkeni ingår i släktet Bolbelasmus och familjen Bolboceratidae. Inga underarter finns listade.